# Eduard Lill
Eduard Lill (* 20. Oktober 1830 in Brüx, Böhmen, Kaisertum Österreich; † 30. Juli 1900 in Görz, Österreich-Ungarn) war ein österreichischer Offizier und Ingenieur.

## Leben
Eduard Lill studierte 1848/1849 Mathematik an der Deutschen Technischen Hochschule in Prag. 1850 trat er in die Armee und diente bei den Genietruppen. Von 1852 bis 1856 studierte er an der Ingenieurschule der Armee in Klosterbruck. Nach dem Abschluss seines Studiums diente er über ein weiteres Jahrzehnt bei den Genietruppen und war in Esseg, Kronstadt und Spalato stationiert. Lill beendete seine Militärkarriere 1868 im Range des Hauptmanns und trat eine Stelle als Ingenieur bei der Österreichischen Nordwestbahn an. Für die Eisenbahn leitete er zunächst die Streckenkonstruktion bei Trautenau, aufgrund eines schweren Unfalls war er jedoch bald auf Büroarbeit beschränkt. Von 1872 bis 1875 war er Sekretär des Baudirektors Hellwag, danach arbeitete er als technischer Referent in der Generaldirektion. 1885 wurde er Leiter der statistischen Abteilung und 1894 ging er als Oberinspektor in den Ruhestand.
Lill ist heute vor allem für seine Beiträge zur Mathematik und den Verkehrswissenschaften bekannt. Er veröffentlichte 1867 einen Artikel, in dem er eine graphische Methode zur Nullstellenbestimmung von Polynomen beschrieb. Diese ist im Wesentlichen eine clevere Illustration beziehungsweise geometrische Deutung des Hornerschemas und wird heute als Lills Methode bezeichnet. Ebenfalls nach ihm benannt ist der Lill-Kreis, den man aus einer leichten Modifizierung der Anwendung seiner Methode zur Nullstellenbestimmung auf normierte quadratische Funktionen erhält. In den Verkehrswissenschaften trägt das Lillsche Reisegesetz seinen Namen, das einer der ersten wissenschaftlichen Versuche zur Modellierung von Verkehrsaufkommen war.

## Werke
- Résolution graphique des équations numériques de tous les degrés à une seule inconnue, et description d’un instrument inventé dans ce but. In: Nouvelles Annales de mathématiques, Band 6, 1867, S. 359–362 (online).
- Résolution graphique des équations algébriques qui ont des racines imaginaires. In: Nouvelles Annales de mathématiques, Band 7, 1868, S. 363–367 (online).
- mit Charles Hermite: Résolution graphique des équations numériques d'un degré quelconque à une inconnue. In: Comptes Rendus de l'Académie des Sciences, Band 65, Paris 1867, S. 854–857 (online).
- Die Grundgesetze des Personenverkehrs. In: Zeitschrift für Eisenbahnen und Dampfschiffahrt, 1889.
- Das Reisegesetz und seine Anwendungen auf den Eisenbahnverkehr. Spielhagen & Schurich, Wien 1891 (PDF; 4,5 MB).